# Łódzki Wschodni
Łódzki Wschodni là một huyện thuộc tỉnh Łódzkie của Ba Lan. Huyện có diện tích 500 km². Đến ngày 1 tháng 1 năm 2011, dân số của huyện là 67398 người và mật độ 135 người/km².